# Université de Southampton Solent
Ne doit pas être confondu avec Université de Southampton.
L'Université de Southampton Solent est une université publique anglaise située à Southampton.